# موتور دیزل

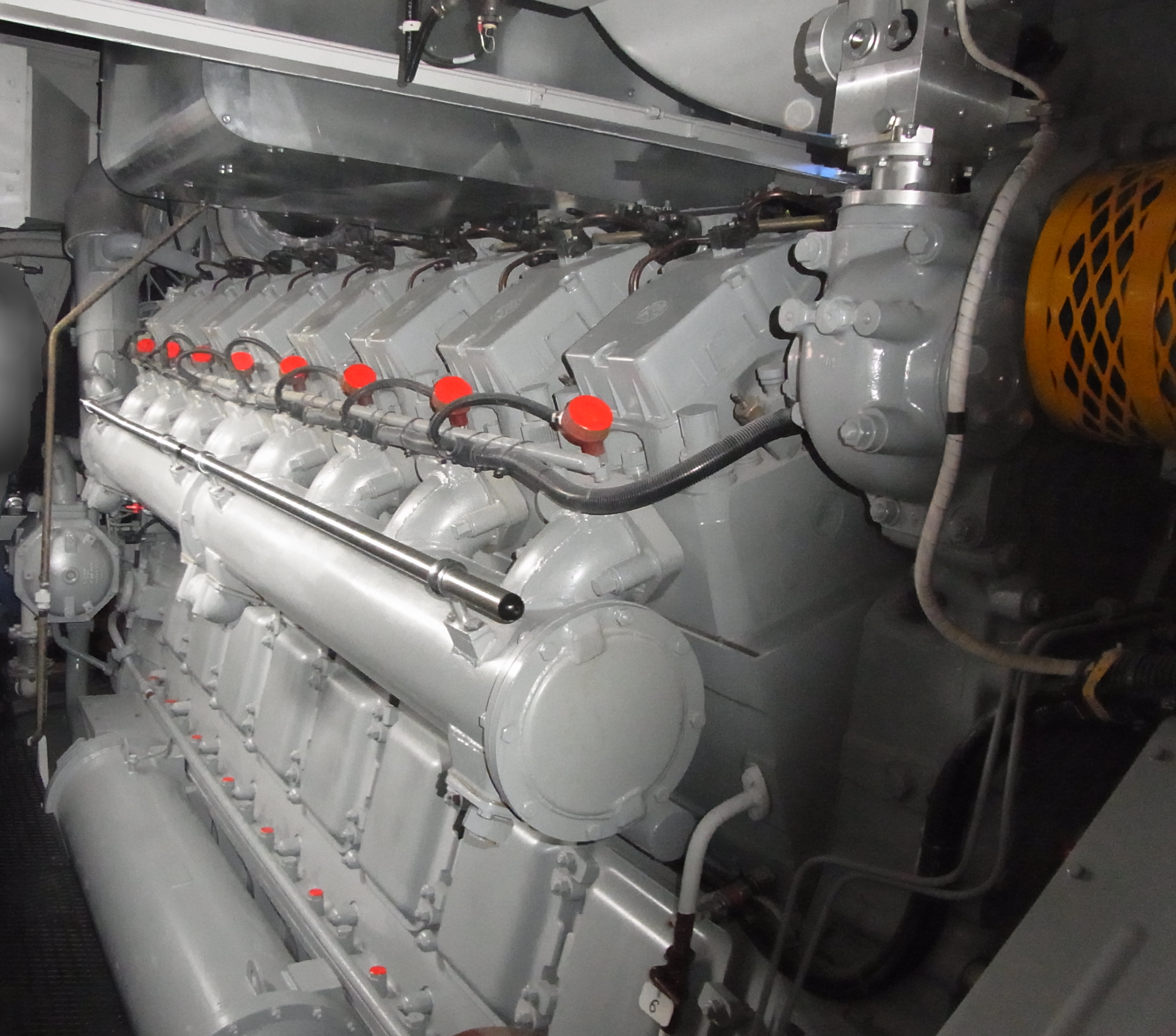
یک موتور دیزل لوکوموتیو، ساخت روسیه

موتور دیزل، گونه‌ای موتور درون‌سوز است که در آن از چرخه دیزل برای ایجاد حرکت استفاده می‌شود. تفاوت اصلی آن با دیگر موتورها استفاده از احتراق در اثر تراکم است. در این گونه پیشرانه‌ها عمل جرقه زنی صورت نمی‌گیرد، بلکه مخلوط سوخت و هوا در اثر تراکم بسیار بالا بدون جرقه‌زدن متراکم می‌شوند و دور اصلی این پیشرانه‌ها برخلاف موتورهای بنزین سوز ۱۰۰۰ دور در دقیقه محسوب می‌گردند.

## ریشه لغوی

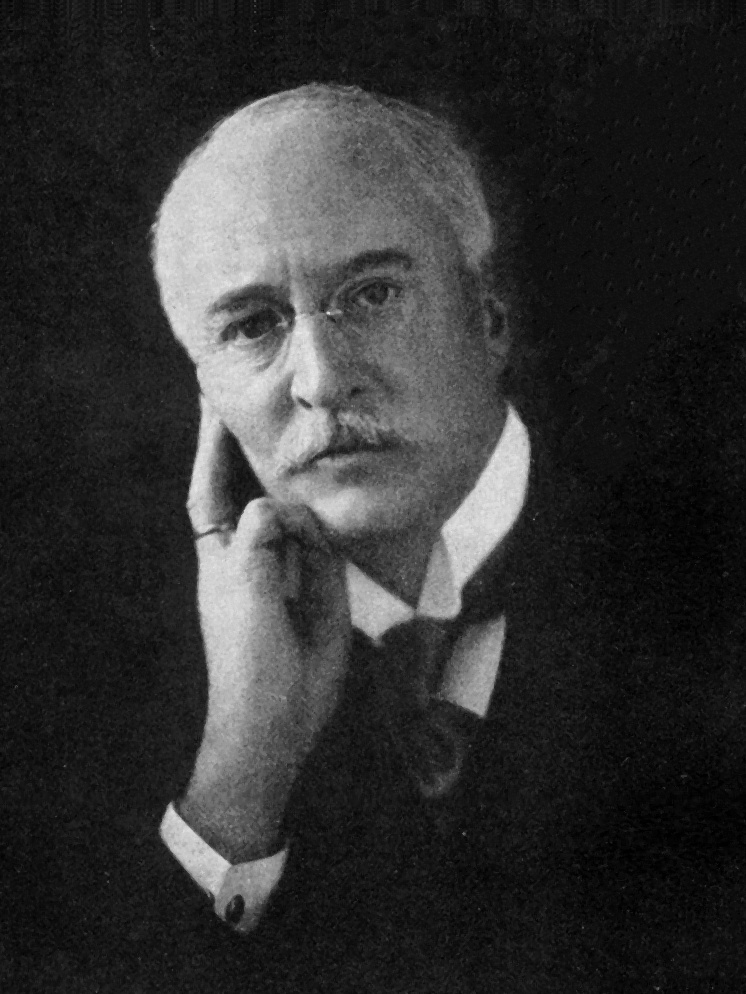
رودلف دیزل

کلمه دیزل نام یک مخترع و مهندس آلمانی به نام رودلف دیزل است که در سال ۱۸۹۲ پس از چهارده سال کار شبانه‌روزی، نوع خاصی از موتورهای درون‌سوز را به ثبت رساند، به احترام این مخترع این‌گونه موتورها را موتورهای دیزل می‌نامند.

## دید کلی
موتورهای دیزل، به انواع گسترده‌ای از موتورها گفته می‌شود که بدون نیاز به یک جرقه الکتریکی می‌توانند ماده سوختنی را شعله‌ور سازند. در این موتورها برای شعله‌ور ساختن سوخت از حرارت‌های بالا استفاده می‌شود. به این شکل که ابتدا دمای اتاقک احتراق را بسیار بالا می‌برند و پس از اینکه دما به اندازه کافی بالا رفت ماده سوختنی را با هوا مخلوط می‌کنند.
برای سوختن به سه عامل حرارت، اکسیژن و ماده سوختنی نیاز است. اکسیژن از طریق مجاری ورودی موتور وارد محفظه سیلندر می‌شود و سپس به‌وسیلهٔ پیستون فشرده می‌گردد. این فشردگی آنچنان زیاد است که باعث ایجاد حرارت بسیار بالا می‌گردد. سپس عامل سوم یعنی ماده سوختنی به گرما و اکسیژن افزوده می‌شود که در نتیجه آن سوخت شعله‌ور می‌شود.
بدیهی است که میزان مصرف سوخت دیزل وابسته به عوامل متعددی است که می‌توان توان موتور دیزل یا دیزل ژنراتور، میزان بارگذاری و حتی شرایط محیطی و فنی دستگاه را از آن جمله دانست؛ بنابراین برای پیش‌بینی میزان سوخت مورد نیاز باید به جداولی که از پیش در این خصوص تهیه شده‌است مراجعه نمود.

## تاریخچه
در سال ۱۸۹۰ میلادی آکروید استوارت حق امتیاز ساخت موتوری را دریافت کرد که در آن هوای خالص در سیلندر موتور متراکم می‌گردید و سپس (به منظور جلوگیری از اشتعال پیش‌رس) سوخت به داخل هوای متراکم شده تزریق می‌شد، این موتورها با فشار پایین بودند؛ و برای مشتعل ساختن سوخت تزریق شده از یک لامپ الکتریکی یا روش‌های دیگر در خارج از سیلندر استفاده می‌شد.
در سال ۱۸۹۲ رودلف دیزل آلمانی حق امتیاز موتور طراحی شده‌ای را به ثبت رساند که در آن اشتعال ماده سوختنی، بلافاصله پس از تزریق سوخت به داخل سیلندر انجام می‌گرفت. این اشتعال عامل حرارت زیادی بود که در اثر تراکم زیاد هوا به‌وجود می‌آمد. وی ابتدا دوست داشت که موتور وی پودر زغال‌سنگ را بسوزاند ولی به سرعت به نفت روی آورد و نتایج قابل توجهی گرفت.
طی سال‌های متمادی پس از اختراع موتور دیزل، از این نوع موتور عمدتاً و منحصراً در کارهای درجا و سنگین از قبیل تولید برق، تلمبه کردن آب، راندن قایق‌های مسافری و باری و همچنین برای تولید قدرت جهت رفع بعضی از نیازهای کارخانجات استفاده می‌شد. این موتورها سنگین، کم سرعت، دارای یک یا چند سیلندر و از نوع دوزمانه یا چهارزمانه بودند.
پیشرفت بیشتر موتورهای دیزل، تا توسعهٔ سامانه‌های پیشرفته تزریق سوخت در دهه ۱۹۳۰ طول کشید. در این سال‌ها رابرت بوش تولید انبوه پمپ‌های سوخت‌پاش خود را آغاز کرد. توسعهٔ پمپ‌های سوخت‌پاش (پمپ‌های انژکتور) با توسعهٔ موتورهای کوچکی که برای استفاده در خودروها مناسب بودند متعادل شد.
موتورهای دیزل سبک‌تری که سرعتشان نیز بالا بود در سال ۱۹۲۵ به بازار عرضه شدند. با آنکه پیشرفت در ساخت این موتورها کند بود. اما در سال ۱۹۳۰ موتورهای دیزل قابل اطمینان که به خوبی طراحی شده‌بودند و چند سیلندر و سریع نیز بودند به بازار عرضه شد. این پیشرفت تا پایان جنگ جهانی دوم برای مدتی کند بود. لیکن از آن تاریخ تاکنون طراحی و تولید این موتورها به طریقی پیشرفت نموده‌است که امروزه استفادهٔ گسترده و فراگیر از موتورهای دیزل را شاهد هستیم.

## کاربرد در صنایع
امروزه از موتور دیزل در صنایع بسیاری استفاده می‌شود.
از جمله در صنعت هوابرد نیز برای ساخت موتورهای بالگرد، که به جای میل‌لنگ متصل به فلایویل به صورت مستقیم به پره بالگرد وصل می‌شوند و در حال حاضر هم مورد استفاده قرار می‌گیرند تا نمونه‌های اولیهٔ هواپیماهای قدیمی با موتورهای ملخی که البته به دلیل اختلاف فشار هوا در ارتفاعات زیاد استفاده از آن منسوخ شده‌است.
موتورهای دیزلی در تانک‌ها هم استفاده می‌شوند و به دلیل قدرت بسیار زیاد می‌توانند تانک‌هایی با وزن بیش از ۴۰ تن را با سرعتی در حدود ۶۰ کیلومتر بر ساعت جابجا کنند.
در صنعت کشتیرانی هم موتورهای کشتی‌های تجاری عمدتاً از موتورهای بسیار بزرگ دیزلی استفاده می‌شود.
از مهم‌ترین کاربردهای دیگر موتور دیزل استفاده در دیزل ژنراتور برای تولید برق است که با اتصال به یک مولد الکتریکی می‌توانند تولید برق را انجام دهند.

## تقسیمات

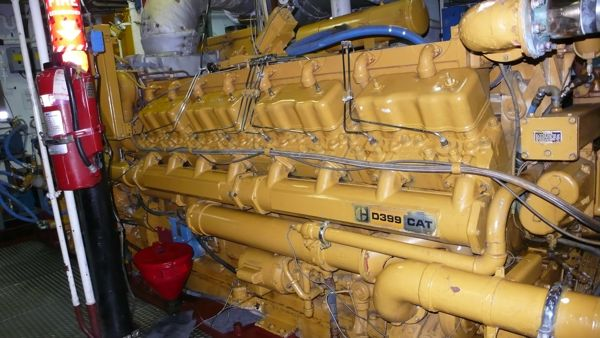
یک موتور دیزل کشتی ساخت کاترپیلار

موتورهای دیزل نیز مانند دیگر موتورهای درون‌سوز بر مبناهای مختلفی قابل طبقه‌بندی هستند؛ مثلاً می‌توان موتورهای دیزل را بر حسب مقدار دفعات احتراق در هر دور گردش میل‌لنگ به موتورهای دیزل دوزمانه یا موتورهای دیزل چهارزمانه تقسیم‌بندی نموده یا بر حسب قدرت تولیدی که به شکل اسب بخار بیان می‌گردد. یا بر حسب تعداد سیلندر یا شکل قرارگیری سیلندرها که بر این اساس، فقط به یک نوع Vشکل است.
ساختار موتورهای دیزل تنها در سامانهٔ تغذیه و تنظیم سوخت با موتورهای اشتعال جرقه‌ای تفاوت می‌کند؛ بنابراین ساختارهای بسیار مشابهی میان این موتورها وجود دارد و تنها تفاوت ساختمانی آن‌ها قطعات زیر است که در موتورهای دیزل با دیگر موتورهای درون‌سوز متفاوت است.
- پمپ انژکتور: وظیفهٔ تنظیم میزان سوخت و تأمین فشار لازم جهت پاشش سوخت را به عهده دارد.
- انژکتورها: باعث پودر شدن سوخت و گازبندی اتاقک احتراق می‌شوند.
- فیلترهای سوخت: باعث جداسازی مواد اضافی و خارجی از سوخت می‌شوند.
- لوله‌های انتقال سوخت: می‌بایست غیرقابل اشباع بوده و در برابر فشار پایداری نمایند.
- توربوشارژر: باعث افزایش هوای ورودی به سیلندر می‌شوند.

## طرز کار
موتورهای دیزل بر اساس نحوهٔ کار کردن به دو دستهٔ موتورهای چهارزمانه و دوزمانه تقسیم می‌شوند. در هر دوی این موتورها چهار عمل اصلی انجام می‌گردد که عبارت‌اند از مکش یا تنفس - تراکم یا فشار - کار یا انفجار و تخلیهٔ دود اما بر حسب نوع موتورها ممکن است این مراحل مجزا یا به صورت توأم انجام گیرند.

## اجزای اصلی موتور دیزل
- سامانهٔ سوخت‌رسانی سامانهٔ سوخت شامل پمپ تزریق سوخت، پمپ بالابر، انژکتورها و تمام لوله‌های سوخت است. همچنین در این سامانه امکان وجود فیلتر سوخت و جداکنندهٔ آب از سوخت وجود دارد که مانع از آسیب رساندن سوخت بی‌کیفیت به موتور دیزل می‌شود.
- سامانهٔ روغن‌کاری سامانهٔ روغن‌کاری باعث می‌شود که موتور به نرمی کار کند و با استفاده از روغن تحت فشار برای روان‌کاری و کاهش اصطکاک، مانع از ساییدگی قطعات متحرک می‌شود. سامانهٔ روغن دارای یک پمپ روغن و فیلترهای روغن برای جدا کردن آلودگی از روغن است.
- سامانهٔ خنک‌کنندهٔ موتورها سامانهٔ خنک‌کننده برای قرار دادن موتور در بهترین دما برای کار کردن است - معمولاً مخلوطی از آب مقطر و گلیکول با برخی مواد افزودنی اضافی برای جلوگیری از خوردگی قطعات موتور استفاده می‌شود. همچنین ممکن است یک فیلتر خنک‌کننده در برخی موتورها و یک پمپ آب وجود داشته باشد که در واقع یک پمپ خنک‌کننده است. پمپ خنک‌کننده برای به حرکت درآوردن مایع خنک‌کننده در درون موتور و همچنین از دستگاهی به نام رادیاتور برای خنک کردن مایع و انتقال حرارت آب به هوای اطراف استفاده می‌شود.
- سامانهٔ اگزوز خارج کرد گاز حاصل از احتراق سوخت بسیار مهم است که این امر با انتقال گازهای زائد از سیلندر موتور به داخل منیفولد خروجی و سپس منبع اصلی اگزوز که صدا را کاهش می‌دهد صورت می‌گیرد. منبع اگزوز معمولاً بخشی از موتور نیست، بلکه یک وسیلهٔ اضافی برای کاهش سر و صدا است. گاز خروجی از توربو شارژر عبور می‌کند تا در جایی که نصب شده‌است بچرخد.

## چرخهٔ موتورهای دیزل چهارزمانه
- زمان تنفس:

پیستون از بالاترین مکان خود (نقطهٔ مرگ بالا) به طرف پایین‌ترین مکان خود در سیلندر (نقطهٔ مرگ پایین) حرکت می‌کند. در این زمان سوپاپ تخلیه بسته‌است و سوپاپ هوا باز است. با پایین آمدن پیستون یک خلأ نسبی در سیلندر ایجاد می‌شود و هوای خالص از طریق مجرای سوپاپ هوا وارد سیلندر می‌گردد. در انتهای این زمان سوپاپ هوا بسته شده و هوای خالص در سیلندر حبس می‌گردد.
- زمان تراکم:

پیستون از نقطهٔ مرگ پایین به طرف بالا (تا نقطهٔ مرگ بالا) حرکت می‌کند و درحالی‌که هر دو سوپاپ بسته‌اند (سوپاپ هوا و سوپاپ تخلیه) هوای داخل سیلندر متراکم می‌گردد و نسبت تراکم به ۱۵ تا ۲۰ برابر می‌رسد. فشار داخل سیلندر تا حدود ۴۰ اتمسفر بالا می‌رود و بر اثر این تراکم زیاد، دمای هوای داخل سیلندر به شدت افزایش یافته و به حدود ۶۰۰ درجهٔ سانتیگراد می‌رسد.
- زمان قدرت:

در انتهای زمان تراکم درحالی‌که هر دو سوپاپ همچنان بسته‌اند و پیستون به نقطهٔ مرگ بالا می‌رسد مقداری سوخت روغنی (گازوئیل) به درون هوای فشرده و داغ موجود در محفظهٔ احتراق پاشیده می‌شود و ذرات سوخت در اثر این دمای زیاد، محترق می‌گردند. پس از پایان تزریق سوخت، عمل سوختن تا حدود ۳/۲ از زمان قدرت ادامه پیدا می‌کند.
فشار زیاد گازهای منبسط شده (به علت احتراق) پیستون را به طرف پایین و تا نقطهٔ مرگ پایین می‌راند. حرکت پیستون از طریق شاتون به میل‌لنگ منتقل می‌شود و موجب گردش میل‌لنگ می‌گردد. در این مرحله حرارت گازهای مشتعل شده به ۲۰۰۰ درجهٔ سانتیگراد می‌رسد و فشار داخل سیلندر تا حدود ۸۰ اتمسفر افزایش می‌یابد.
- زمان تخلیه:

با رسیدن پیستون به نقطهٔ مرگ پایین در مرحلهٔ قدرت، سوپاپ تخلیه باز می‌شود و به گازهای سوخته تحت فشار اولیه اجازه می‌دهد سیلندر را ترک کنند. پس پیستون از نقطهٔ مرگ پایین به طرف بالا حرکت می‌کند و تمام گازهای سوخته را بیرون از سیلندر می‌راند. در پایان پیستون یک بار دیگر به طرف پایین حرکت می‌کند و با شروع زمان تنفس، چرخهٔ جدیدی آغاز می‌گردد.

## چرخهٔ موتورهای دیزل دوزمانه
در این نوع موتورهای دوزمانه سوپاپ تنفس هوای تازه، نظیر آنچه در موتورهای چهارزمانه ذکر شد وجود ندارد؛ و به جای آن در فاصلهٔ معینی از سرسیلندر، مجراهایی در بدنهٔ سیلندر تعبیه شده‌است؛ که پیستون در قسمتی از مسیر خود جلوی آن‌ها را می‌بندد. اصول کار این موتورها در دو زمان است، که در واقع در هر دور چرخش میل‌لنگ اتفاق می‌افتد.
- زمان اول:

پیستون از نقطهٔ مرگ پایین به طرف بالا و تا نقطهٔ مرگ بالا حرکت می‌کند. در این زمان پیستون پس از عبور از جلوی مجاری تنفس، هوای تازه را تا حد معینی متراکم می‌سازد. در طول این زمان سوپاپ تخلیه که در قسمت فوقانی سیلندر و در داخل سرسیلندر قرار دارد کماکان بسته مانده‌است.
- زمان دوم:

در انتهای زمان اول مقداری سوخت روغنی (گازوئیل) به صورت پودر شده به درون هوای متراکم شده و داغ موجود در محفظه احتراق پاشیده می‌شود و ذرات سوخت محترق می‌گردد. فشار زیاد گازهای محترق شده پیستون را به طرف پایین می‌راند. پیستون در مسیر حرکت روبه پایین خود جلوی مجاری تنفس هوای تازه را باز می‌کند. در این موقع هوای تازه به شدت وارد سیلندر می‌گردد. در همین حال سوپاپ تخلیه نیز بازمی‌گردد و گازهای حاصل از احتراق به‌وسیلهٔ هوای تازه از سیلندر خارج می‌گردند. پس از رسیدن پیستون به نقطهٔ مرگ پایین، چرخهٔ جدیدی آغاز می‌شود. نقطهٔ مرگ بالا همان T.D.C است. نقطهٔ مرگ پایین همان B.D.C است.